# Liste von Kunstwerken im öffentlichen Raum in Bottrop
Die Liste von Kunstwerken im öffentlichen Raum in Bottrop gibt einen Überblick über Kunst im öffentlichen Raum, unter anderem Skulpturen, Plastiken, Landmarken und andere Kunstwerke in Bottrop. Es besteht kein Anspruch auf Vollständigkeit.

## Kunstwerke in Bottrop
| Bezeichnung                               | Standort                                                          | Koordinate                  | errichtet | Künstler                            | Anmerkungen                                                          | Bild      |
| ----------------------------------------- | ----------------------------------------------------------------- | --------------------------- | --------- | ----------------------------------- | -------------------------------------------------------------------- | --------- |
| Tetraeder                                 | Halde Beckstraße                                                  | 51° 31′ 38″ N, 6° 57′ 32″ O | 1995      | Wolfgang Christ, Jürgen LIT Fischer | Stahl, ca. 40 m hoch                                                 | Tetraeder |
| Totems                                    | Halde Haniel                                                      | 51° 32′ 59″ N, 6° 52′ 34″ O | 2002      | Agustín Ibarrola                    | über 100 Eisenbahnschwellen, bemalt                                  |           |
| Einheit aus drei gleichen Volumen         | Skulpturenpark des Josef Albers Museum Quadrat, Im Stadtgarten 20 | 51° 31′ 52″ N, 6° 55′ 8″ O  | 1979      | Max Bill                            | Chrom-Nickel-Stahl, 33 × 33 × 300 cm, Höhe: 232 cm                   |           |
| Die Raumplastik III                       | Skulpturenpark des Josef Albers Museum Quadrat, Im Stadtgarten 20 | 51° 31′ 51″ N, 6° 55′ 5″ O  | 1978      | Friedrich Gräsel                    | Edelstahl, 100 × 300 × 100 cm                                        |           |
| Zwei gegeneinander verschobene Halbkugeln | Skulpturenpark des Josef Albers Museum Quadrat, Im Stadtgarten 20 | 51° 31′ 52″ N, 6° 55′ 7″ O  | 1977      | Ernst Hermanns                      | Edelstahl, 270 × 250 × 250 cm                                        |           |
| Große Kurve I                             | Skulpturenpark des Josef Albers Museum Quadrat, Im Stadtgarten 20 | 51° 31′ 55″ N, 6° 55′ 6″ O  | 1980      | Norbert Kricke                      | Skulptur, 110 × 661 × 274 cm                                         |           |
| Nr. 205 - Hommage an Bottrop              | Skulpturenpark des Josef Albers Museum Quadrat, Im Stadtgarten 20 | 51° 31′ 52″ N, 6° 55′ 7″ O  | 2001      | Marcello Morandini                  | V4A-Stahl, 400 × 400 × 60 cm                                         |           |
| Figur                                     | Skulpturenpark des Josef Albers Museum Quadrat, Im Stadtgarten 20 | 51° 31′ 53″ N, 6° 55′ 3″ O  | 1961/1981 | Hans Steinbrenner                   | Eiche, schwarz lasiert, Höhe: 500 cm                                 |           |
| QUREFE-AEKYAD                             | Skulpturenpark des Josef Albers Museum Quadrat, Im Stadtgarten 20 | 51° 31′ 53″ N, 6° 55′ 5″ O  | 1981      | Douglas Abdell                      | Stahl, 237,5 × 150 × 5 cm                                            |           |
| Farbige Lichtsäule II                     | Skulpturenpark des Josef Albers Museum Quadrat, Im Stadtgarten 20 | 51° 31′ 53″ N, 6° 55′ 8″ O  | 1926/1973 | Walter Dexel                        | Plexiglas weiß, blau, rot, gelb, 250 × 126 × 65 cm                   |           |
| Hommage an Josef Albers                   | Skulpturenpark des Josef Albers Museum Quadrat, Im Stadtgarten 20 | 51° 31′ 51″ N, 6° 55′ 6″ O  | 1997      | Erwin Heerich                       | Afrikanischer Granit, Höhe: 210 cm, Ø 100 cm                         |           |
| Bottrop – Piece                           | Skulpturenpark des Josef Albers Museum Quadrat, Im Stadtgarten 20 | 51° 31′ 53″ N, 6° 55′ 2″ O  | 1977      | Donald Judd                         | Corten-Stahl, 120 cm, Ø 480 cm                                       |           |
| Archetype                                 | Skulpturenpark des Josef Albers Museum Quadrat, Im Stadtgarten 20 | 51° 31′ 53″ N, 6° 55′ 5″ O  | 1980      | Walter Leblanc                      | Corten-Stahl, 235 × 200 × 30 cm                                      |           |
| Quader-Skulptur                           | Skulpturenpark des Josef Albers Museum Quadrat, Im Stadtgarten 20 | 51° 31′ 55″ N, 6° 55′ 2″ O  | 1965      | Hans Steinbrenner                   | Muschelkalkstein, 130 × 120 × 110 cm                                 |           |
| Undeterminante Line                       | Skulpturenpark des Josef Albers Museum Quadrat, Im Stadtgarten 20 | 51° 31′ 54″ N, 6° 55′ 5″ O  | 1987      | Bernar Venet                        | Stahl, 245 × 260 × 280 cm                                            |           |
| Zwei einander durchdringende Scheiben     | Skulpturenpark des Josef Albers Museum Quadrat, Im Stadtgarten 20 | 51° 31′ 54″ N, 6° 55′ 5″ O  | 1985      | Hermann Glöckner                    | Stahl, schwarz und weiß lackiert, 125 cm hoch, je 150 cm Durchmesser |           |
| Skulptur 4/86                             | Pferdemarkt                                                       | 51° 31′ 18″ N, 6° 55′ 21″ O | 1986      | Erich Hauser                        |                                                                      |           |
| Wasserstele Bottrop                       | Stadtmitte: Vor dem Finanzamt, Scharnhölzstraße 32                | 51° 31′ 32″ N, 6° 55′ 48″ O | 1983      | Karl Ludwig Schmaltz                |                                                                      |           |
| Goldener Schnitt                          | Stadtmitte: Böckenhoffstraße 10                                   | 51° 31′ 25″ N, 6° 55′ 25″ O |           | Guido Hofmann-Flick                 |                                                                      |           |
| Mensing-Brunnen                           | Stadtmitte: Kulturhof                                             | 51° 31′ 25″ N, 6° 55′ 24″ O |           | Friedrich Becker                    |                                                                      |           |
| Nr. 150                                   | Stadtmitte: Blumenstraße 14                                       | 51° 31′ 24″ N, 6° 55′ 18″ O | 2000      | Helga Natz                          | Stahl, Sand                                                          |           |
| Ohne Titel                                | Kirchplatz                                                        | 51° 31′ 15″ N, 6° 55′ 35″ O | 1996      | Ulrich Kuhlmann                     |                                                                      |           |
| Das Blühende                              | Kirchplatz                                                        | 51° 31′ 14″ N, 6° 55′ 32″ O | 1971      | H. Schlüter                         |                                                                      |           |
| Lichtfossil                               | Essener Straße 179                                                | 51° 30′ 25″ N, 6° 56′ 8″ O  | 2010      | Kazuo Katase                        | Aluminium, Lack, 400 cm × 400 cm × 100 cm                            |           |
| Rotes Pferd                               | Eigen Kreuzung Schubertstraße/Kirchhellener Straße                | 51° 32′ 12″ N, 6° 55′ 25″ O | 2001      | Johann Hinger                       |                                                                      |           |
| Bilder am Kanal Tableau 6/15              | Ebel: Am Rhein-Herne Kanal                                        | 51° 30′ 2″ N, 6° 56′ 55″ O  | 2010      | Markus Hanakam                      |                                                                      |           |